# Calathea loeseneri
Calathea loeseneri là một loài thực vật có hoa trong họ Marantaceae. Loài này được J.F.Macbr. mô tả khoa học đầu tiên năm 1931.

## Hình ảnh

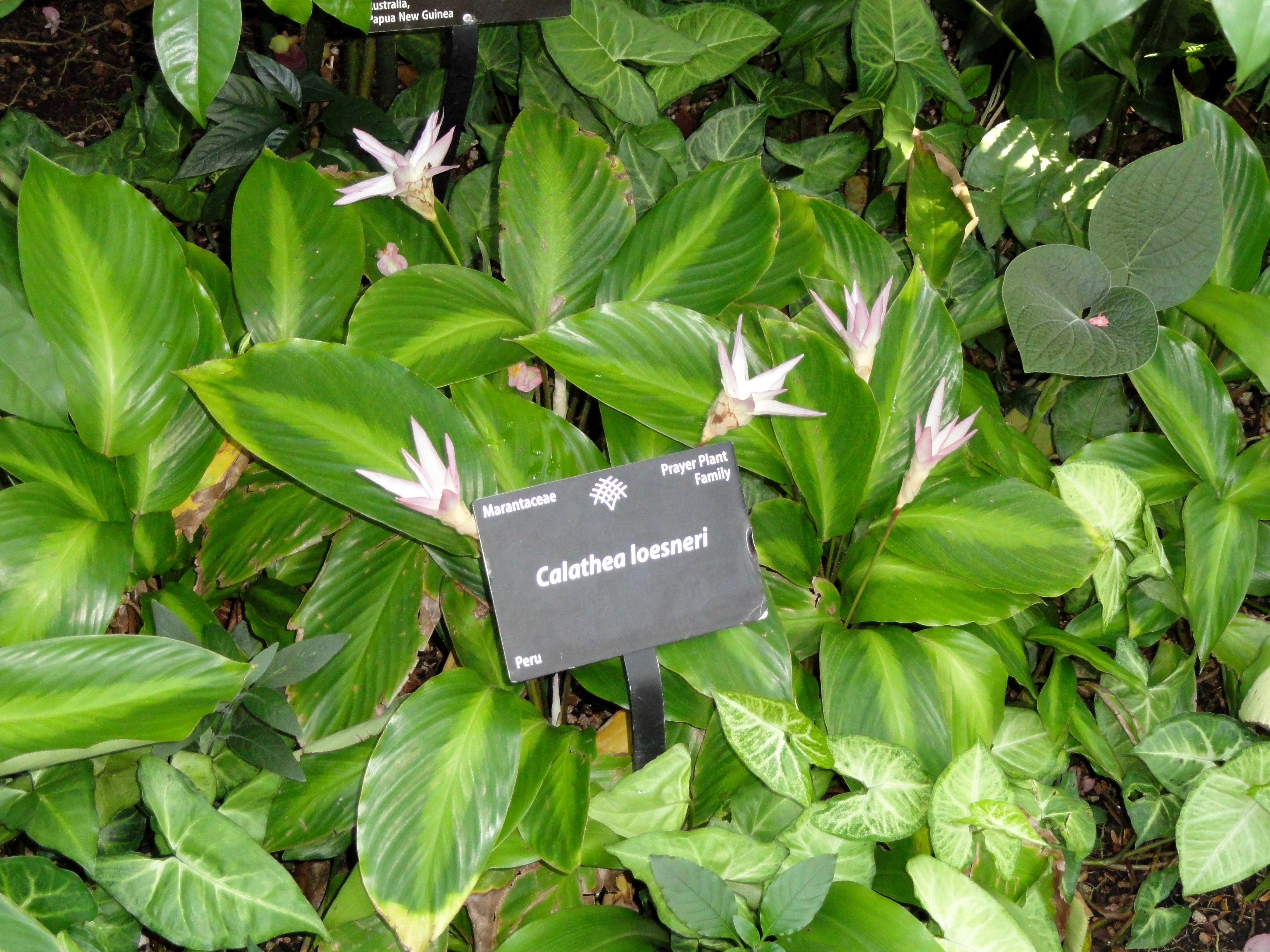
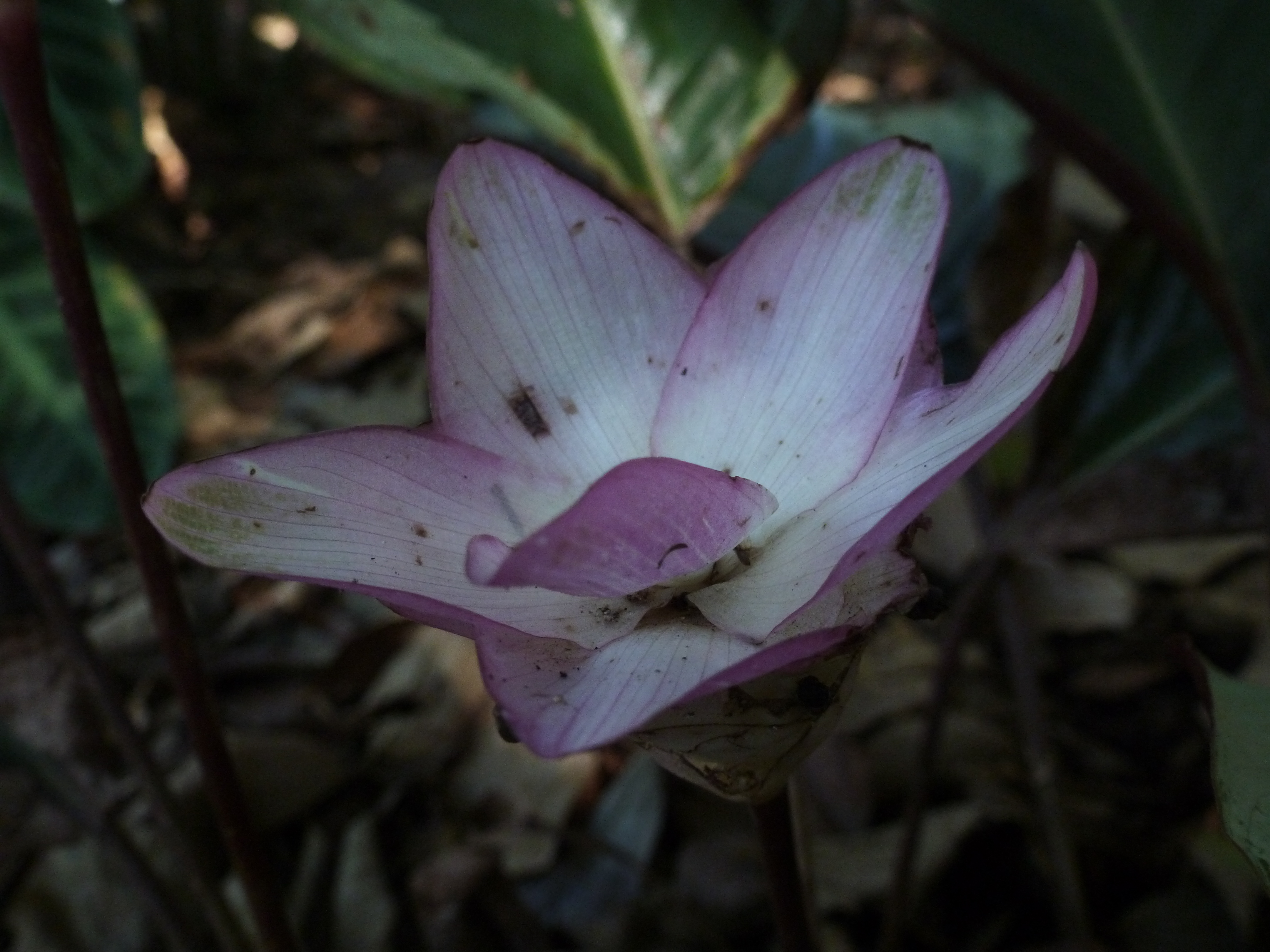
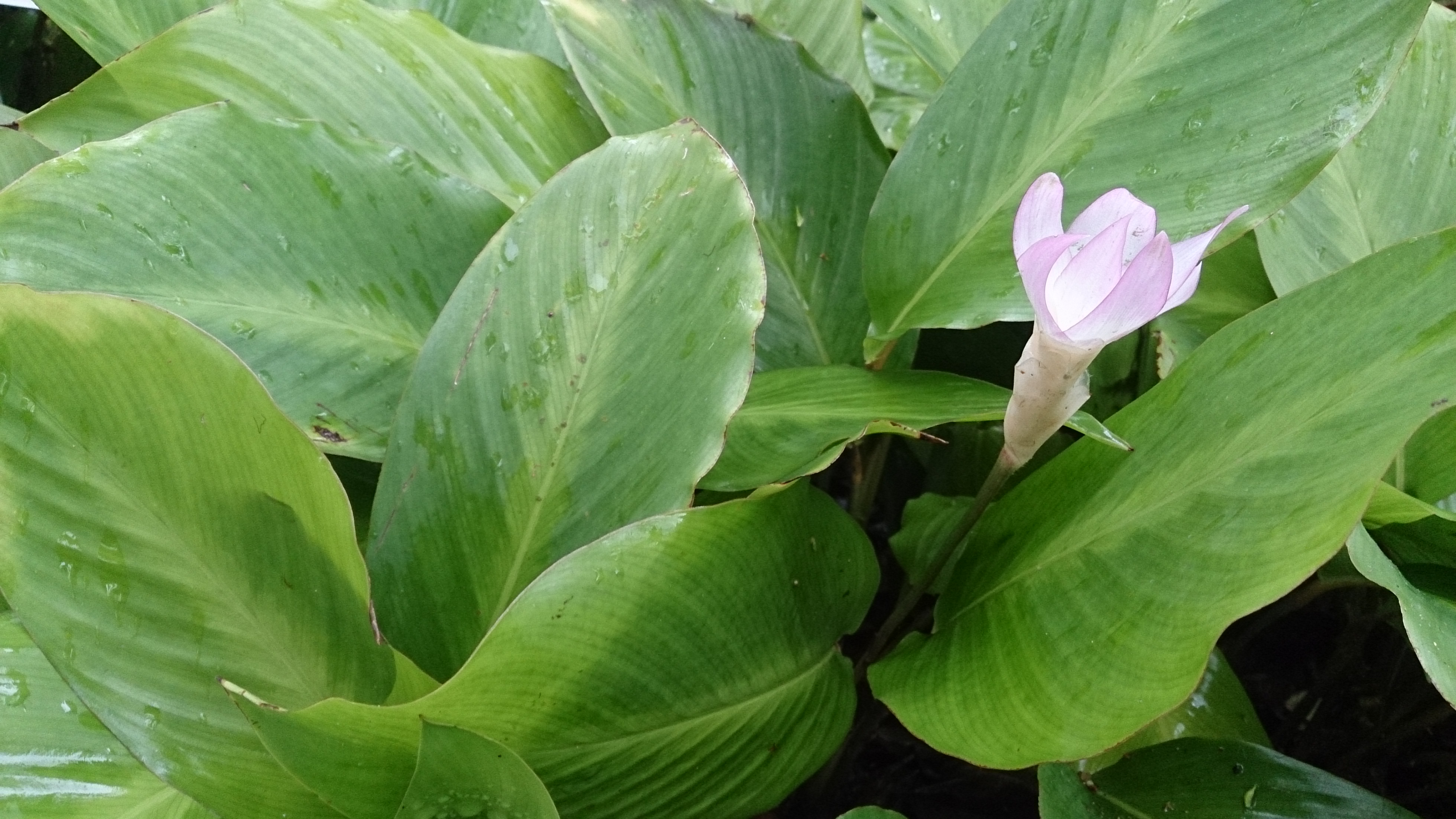
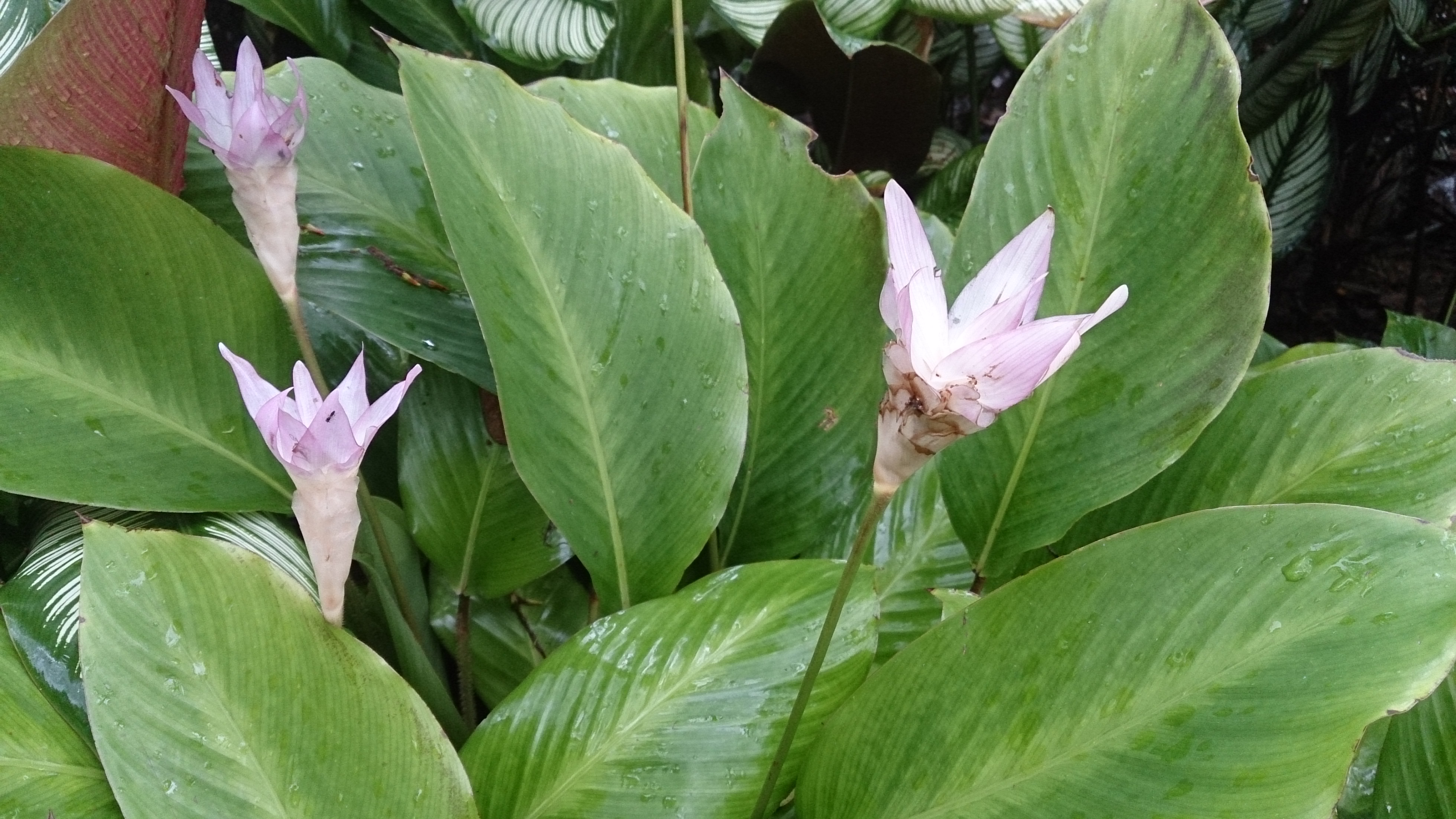